# 1459
Portal Geschichte | Portal Biografien | Aktuelle Ereignisse | Jahreskalender | Tagesartikel

◄ |
14. Jahrhundert |
15. Jahrhundert
| 16. Jahrhundert | ►

◄ |
1420er |
1430er |
1440er |
1450er
| 1460er | 1470er | 1480er | ►

◄◄ |
◄ |
1455 |
1456 |
1457 |
1458 |
1459
| 1460 | 1461 | 1462 | 1463 | ► | ►►
Staatsoberhäupter  · Nekrolog
| Januar | Januar | Januar | Januar | Januar | Januar | Januar | Januar |
| Kw     | Mo     | Di     | Mi     | Do     | Fr     | Sa     | So     |
| 1      | 1      | 2      | 3      | 4      | 5      | 6      | 7      |
| 2      | 8      | 9      | 10     | 11     | 12     | 13     | 14     |
| 3      | 15     | 16     | 17     | 18     | 19     | 20     | 21     |
| 4      | 22     | 23     | 24     | 25     | 26     | 27     | 28     |
| 5      | 29     | 30     | 31     |        |        |        |        |
| ------ | ------ | ------ | ------ | ------ | ------ | ------ | ------ |

| Februar | Februar | Februar | Februar | Februar | Februar | Februar | Februar |
| Kw      | Mo      | Di      | Mi      | Do      | Fr      | Sa      | So      |
| 5       |         |         |         | 1       | 2       | 3       | 4       |
| 6       | 5       | 6       | 7       | 8       | 9       | 10      | 11      |
| 7       | 12      | 13      | 14      | 15      | 16      | 17      | 18      |
| 8       | 19      | 20      | 21      | 22      | 23      | 24      | 25      |
| 9       | 26      | 27      | 28      |         |         |         |         |
| ------- | ------- | ------- | ------- | ------- | ------- | ------- | ------- |

| März | März | März | März | März | März | März | März |
| Kw   | Mo   | Di   | Mi   | Do   | Fr   | Sa   | So   |
| 9    |      |      |      | 1    | 2    | 3    | 4    |
| 10   | 5    | 6    | 7    | 8    | 9    | 10   | 11   |
| 11   | 12   | 13   | 14   | 15   | 16   | 17   | 18   |
| 12   | 19   | 20   | 21   | 22   | 23   | 24   | 25   |
| 13   | 26   | 27   | 28   | 29   | 30   | 31   |      |
| ---- | ---- | ---- | ---- | ---- | ---- | ---- | ---- |

| April | April | April | April | April | April | April | April |
| Kw    | Mo    | Di    | Mi    | Do    | Fr    | Sa    | So    |
| 13    |       |       |       |       |       |       | 1     |
| 14    | 2     | 3     | 4     | 5     | 6     | 7     | 8     |
| 15    | 9     | 10    | 11    | 12    | 13    | 14    | 15    |
| 16    | 16    | 17    | 18    | 19    | 20    | 21    | 22    |
| 17    | 23    | 24    | 25    | 26    | 27    | 28    | 29    |
| 18    | 30    |       |       |       |       |       |       |
| ----- | ----- | ----- | ----- | ----- | ----- | ----- | ----- |

| Mai | Mai | Mai | Mai | Mai | Mai | Mai | Mai |
| Kw  | Mo  | Di  | Mi  | Do  | Fr  | Sa  | So  |
| 18  |     | 1   | 2   | 3   | 4   | 5   | 6   |
| 19  | 7   | 8   | 9   | 10  | 11  | 12  | 13  |
| 20  | 14  | 15  | 16  | 17  | 18  | 19  | 20  |
| 21  | 21  | 22  | 23  | 24  | 25  | 26  | 27  |
| 22  | 28  | 29  | 30  | 31  |     |     |     |
| --- | --- | --- | --- | --- | --- | --- | --- |

| Juni | Juni | Juni | Juni | Juni | Juni | Juni | Juni |
| Kw   | Mo   | Di   | Mi   | Do   | Fr   | Sa   | So   |
| 22   |      |      |      |      | 1    | 2    | 3    |
| 23   | 4    | 5    | 6    | 7    | 8    | 9    | 10   |
| 24   | 11   | 12   | 13   | 14   | 15   | 16   | 17   |
| 25   | 18   | 19   | 20   | 21   | 22   | 23   | 24   |
| 26   | 25   | 26   | 27   | 28   | 29   | 30   |      |
| ---- | ---- | ---- | ---- | ---- | ---- | ---- | ---- |

| Juli | Juli | Juli | Juli | Juli | Juli | Juli | Juli |
| Kw   | Mo   | Di   | Mi   | Do   | Fr   | Sa   | So   |
| 26   |      |      |      |      |      |      | 1    |
| 27   | 2    | 3    | 4    | 5    | 6    | 7    | 8    |
| 28   | 9    | 10   | 11   | 12   | 13   | 14   | 15   |
| 29   | 16   | 17   | 18   | 19   | 20   | 21   | 22   |
| 30   | 23   | 24   | 25   | 26   | 27   | 28   | 29   |
| 31   | 30   | 31   |      |      |      |      |      |
| ---- | ---- | ---- | ---- | ---- | ---- | ---- | ---- |

| August | August | August | August | August | August | August | August |
| Kw     | Mo     | Di     | Mi     | Do     | Fr     | Sa     | So     |
| 31     |        |        | 1      | 2      | 3      | 4      | 5      |
| 32     | 6      | 7      | 8      | 9      | 10     | 11     | 12     |
| 33     | 13     | 14     | 15     | 16     | 17     | 18     | 19     |
| 34     | 20     | 21     | 22     | 23     | 24     | 25     | 26     |
| 35     | 27     | 28     | 29     | 30     | 31     |        |        |
| ------ | ------ | ------ | ------ | ------ | ------ | ------ | ------ |

| September | September | September | September | September | September | September | September |
| Kw        | Mo        | Di        | Mi        | Do        | Fr        | Sa        | So        |
| 35        |           |           |           |           |           | 1         | 2         |
| 36        | 3         | 4         | 5         | 6         | 7         | 8         | 9         |
| 37        | 10        | 11        | 12        | 13        | 14        | 15        | 16        |
| 38        | 17        | 18        | 19        | 20        | 21        | 22        | 23        |
| 39        | 24        | 25        | 26        | 27        | 28        | 29        | 30        |
| --------- | --------- | --------- | --------- | --------- | --------- | --------- | --------- |

| Oktober | Oktober | Oktober | Oktober | Oktober | Oktober | Oktober | Oktober |
| Kw      | Mo      | Di      | Mi      | Do      | Fr      | Sa      | So      |
| 40      | 1       | 2       | 3       | 4       | 5       | 6       | 7       |
| 41      | 8       | 9       | 10      | 11      | 12      | 13      | 14      |
| 42      | 15      | 16      | 17      | 18      | 19      | 20      | 21      |
| 43      | 22      | 23      | 24      | 25      | 26      | 27      | 28      |
| 44      | 29      | 30      | 31      |         |         |         |         |
| ------- | ------- | ------- | ------- | ------- | ------- | ------- | ------- |

| November | November | November | November | November | November | November | November |
| Kw       | Mo       | Di       | Mi       | Do       | Fr       | Sa       | So       |
| 44       |          |          |          | 1        | 2        | 3        | 4        |
| 45       | 5        | 6        | 7        | 8        | 9        | 10       | 11       |
| 46       | 12       | 13       | 14       | 15       | 16       | 17       | 18       |
| 47       | 19       | 20       | 21       | 22       | 23       | 24       | 25       |
| 48       | 26       | 27       | 28       | 29       | 30       |          |          |
| -------- | -------- | -------- | -------- | -------- | -------- | -------- | -------- |

| Dezember | Dezember | Dezember | Dezember | Dezember | Dezember | Dezember | Dezember |
| Kw       | Mo       | Di       | Mi       | Do       | Fr       | Sa       | So       |
| 48       |          |          |          |          |          | 1        | 2        |
| 49       | 3        | 4        | 5        | 6        | 7        | 8        | 9        |
| 50       | 10       | 11       | 12       | 13       | 14       | 15       | 16       |
| 51       | 17       | 18       | 19       | 20       | 21       | 22       | 23       |
| 52       | 24       | 25       | 26       | 27       | 28       | 29       | 30       |
| 1        | 31       |          |          |          |          |          |          |
| -------- | -------- | -------- | -------- | -------- | -------- | -------- | -------- |

| Januar | Januar | Januar | Januar | Januar | Januar | Januar | Januar |
| Kw     | Mo     | Di     | Mi     | Do     | Fr     | Sa     | So     |
| 1      | 1      | 2      | 3      | 4      | 5      | 6      | 7      |
| 2      | 8      | 9      | 10     | 11     | 12     | 13     | 14     |
| 3      | 15     | 16     | 17     | 18     | 19     | 20     | 21     |
| 4      | 22     | 23     | 24     | 25     | 26     | 27     | 28     |
| 5      | 29     | 30     | 31     |        |        |        |        |
| ------ | ------ | ------ | ------ | ------ | ------ | ------ | ------ |

| Februar | Februar | Februar | Februar | Februar | Februar | Februar | Februar |
| Kw      | Mo      | Di      | Mi      | Do      | Fr      | Sa      | So      |
| 5       |         |         |         | 1       | 2       | 3       | 4       |
| 6       | 5       | 6       | 7       | 8       | 9       | 10      | 11      |
| 7       | 12      | 13      | 14      | 15      | 16      | 17      | 18      |
| 8       | 19      | 20      | 21      | 22      | 23      | 24      | 25      |
| 9       | 26      | 27      | 28      |         |         |         |         |
| ------- | ------- | ------- | ------- | ------- | ------- | ------- | ------- |

| März | März | März | März | März | März | März | März |
| Kw   | Mo   | Di   | Mi   | Do   | Fr   | Sa   | So   |
| 9    |      |      |      | 1    | 2    | 3    | 4    |
| 10   | 5    | 6    | 7    | 8    | 9    | 10   | 11   |
| 11   | 12   | 13   | 14   | 15   | 16   | 17   | 18   |
| 12   | 19   | 20   | 21   | 22   | 23   | 24   | 25   |
| 13   | 26   | 27   | 28   | 29   | 30   | 31   |      |
| ---- | ---- | ---- | ---- | ---- | ---- | ---- | ---- |

| April | April | April | April | April | April | April | April |
| Kw    | Mo    | Di    | Mi    | Do    | Fr    | Sa    | So    |
| 13    |       |       |       |       |       |       | 1     |
| 14    | 2     | 3     | 4     | 5     | 6     | 7     | 8     |
| 15    | 9     | 10    | 11    | 12    | 13    | 14    | 15    |
| 16    | 16    | 17    | 18    | 19    | 20    | 21    | 22    |
| 17    | 23    | 24    | 25    | 26    | 27    | 28    | 29    |
| 18    | 30    |       |       |       |       |       |       |
| ----- | ----- | ----- | ----- | ----- | ----- | ----- | ----- |

| Mai | Mai | Mai | Mai | Mai | Mai | Mai | Mai |
| Kw  | Mo  | Di  | Mi  | Do  | Fr  | Sa  | So  |
| 18  |     | 1   | 2   | 3   | 4   | 5   | 6   |
| 19  | 7   | 8   | 9   | 10  | 11  | 12  | 13  |
| 20  | 14  | 15  | 16  | 17  | 18  | 19  | 20  |
| 21  | 21  | 22  | 23  | 24  | 25  | 26  | 27  |
| 22  | 28  | 29  | 30  | 31  |     |     |     |
| --- | --- | --- | --- | --- | --- | --- | --- |

| Juni | Juni | Juni | Juni | Juni | Juni | Juni | Juni |
| Kw   | Mo   | Di   | Mi   | Do   | Fr   | Sa   | So   |
| 22   |      |      |      |      | 1    | 2    | 3    |
| 23   | 4    | 5    | 6    | 7    | 8    | 9    | 10   |
| 24   | 11   | 12   | 13   | 14   | 15   | 16   | 17   |
| 25   | 18   | 19   | 20   | 21   | 22   | 23   | 24   |
| 26   | 25   | 26   | 27   | 28   | 29   | 30   |      |
| ---- | ---- | ---- | ---- | ---- | ---- | ---- | ---- |

| Juli | Juli | Juli | Juli | Juli | Juli | Juli | Juli |
| Kw   | Mo   | Di   | Mi   | Do   | Fr   | Sa   | So   |
| 26   |      |      |      |      |      |      | 1    |
| 27   | 2    | 3    | 4    | 5    | 6    | 7    | 8    |
| 28   | 9    | 10   | 11   | 12   | 13   | 14   | 15   |
| 29   | 16   | 17   | 18   | 19   | 20   | 21   | 22   |
| 30   | 23   | 24   | 25   | 26   | 27   | 28   | 29   |
| 31   | 30   | 31   |      |      |      |      |      |
| ---- | ---- | ---- | ---- | ---- | ---- | ---- | ---- |

| August | August | August | August | August | August | August | August |
| Kw     | Mo     | Di     | Mi     | Do     | Fr     | Sa     | So     |
| 31     |        |        | 1      | 2      | 3      | 4      | 5      |
| 32     | 6      | 7      | 8      | 9      | 10     | 11     | 12     |
| 33     | 13     | 14     | 15     | 16     | 17     | 18     | 19     |
| 34     | 20     | 21     | 22     | 23     | 24     | 25     | 26     |
| 35     | 27     | 28     | 29     | 30     | 31     |        |        |
| ------ | ------ | ------ | ------ | ------ | ------ | ------ | ------ |

| September | September | September | September | September | September | September | September |
| Kw        | Mo        | Di        | Mi        | Do        | Fr        | Sa        | So        |
| 35        |           |           |           |           |           | 1         | 2         |
| 36        | 3         | 4         | 5         | 6         | 7         | 8         | 9         |
| 37        | 10        | 11        | 12        | 13        | 14        | 15        | 16        |
| 38        | 17        | 18        | 19        | 20        | 21        | 22        | 23        |
| 39        | 24        | 25        | 26        | 27        | 28        | 29        | 30        |
| --------- | --------- | --------- | --------- | --------- | --------- | --------- | --------- |

| Oktober | Oktober | Oktober | Oktober | Oktober | Oktober | Oktober | Oktober |
| Kw      | Mo      | Di      | Mi      | Do      | Fr      | Sa      | So      |
| 40      | 1       | 2       | 3       | 4       | 5       | 6       | 7       |
| 41      | 8       | 9       | 10      | 11      | 12      | 13      | 14      |
| 42      | 15      | 16      | 17      | 18      | 19      | 20      | 21      |
| 43      | 22      | 23      | 24      | 25      | 26      | 27      | 28      |
| 44      | 29      | 30      | 31      |         |         |         |         |
| ------- | ------- | ------- | ------- | ------- | ------- | ------- | ------- |

| November | November | November | November | November | November | November | November |
| Kw       | Mo       | Di       | Mi       | Do       | Fr       | Sa       | So       |
| 44       |          |          |          | 1        | 2        | 3        | 4        |
| 45       | 5        | 6        | 7        | 8        | 9        | 10       | 11       |
| 46       | 12       | 13       | 14       | 15       | 16       | 17       | 18       |
| 47       | 19       | 20       | 21       | 22       | 23       | 24       | 25       |
| 48       | 26       | 27       | 28       | 29       | 30       |          |          |
| -------- | -------- | -------- | -------- | -------- | -------- | -------- | -------- |

| Dezember | Dezember | Dezember | Dezember | Dezember | Dezember | Dezember | Dezember |
| Kw       | Mo       | Di       | Mi       | Do       | Fr       | Sa       | So       |
| 48       |          |          |          |          |          | 1        | 2        |
| 49       | 3        | 4        | 5        | 6        | 7        | 8        | 9        |
| 50       | 10       | 11       | 12       | 13       | 14       | 15       | 16       |
| 51       | 17       | 18       | 19       | 20       | 21       | 22       | 23       |
| 52       | 24       | 25       | 26       | 27       | 28       | 29       | 30       |
| 1        | 31       |          |          |          |          |          |          |
| -------- | -------- | -------- | -------- | -------- | -------- | -------- | -------- |

## Ereignisse

### Politik und Weltgeschehen

#### Heiliges Römisches Reich

Hochzeit Sidonies mit Albrecht; Wandbild aus dem 19. Jh. in der Albrechtsburg Meißen

- 25. April: Mit dem Vertrag von Eger wird die sächsisch-böhmische Grenze im Erzgebirge und an der Elbe (südlich von Schandau) festgelegt. Kurfürst Friedrich und Herzog Wilhelm von Sachsen und der böhmische König Georg von Podiebrad vereinbaren, dass Städte, Schlösser, Märkte und Dörfer, die im Kronbereich Böhmens diesseits des Waldes liegen (Brüx, Schloss Riesenburg und Dux samt aller geistlichen und weltlichen Mannschaft, allen Renten, Zinsen, Zöllen usw.), zu Böhmen gehören, wogegen die jenseits des Waldes in Thüringen, im Vogtland und in Meißen gelegenen Güter und Schlösser den sächsischen Herzögen verbleiben sollen. Besiegelt wird der Vertrag am 11. November mit der Heirat von Georgs Tochter Sidonie von Böhmen mit dem Sohn Kurfürst Friedrichs von Sachsen, Albrecht dem Beherzten.
- 4. Dezember: Nach dem Tod von Graf Adolf VIII. von Holstein, als Adolf I. auch Herzog von Schleswig, gibt es keine Erben, daher hat niemand ein Anrecht auf das Herzogtum Schleswig und die Grafschaft Holstein. Für die Wahl eines neuen Herzogs kommt die Ritterschaft zusammen. Auch nach mehreren Wahlgängen kommt es bis 1460 zu keinem Ergebnis.
- Im Bayerischen Krieg stehen einander Markgraf Albrecht Achilles aus dem Hause der Hohenzollern, der zu diesem Zeitpunkt bereits die Fürstentümer Brandenburg-Kulmbach und Brandenburg-Ansbach in seiner Hand vereint, und Ludwig der Reiche als Herzog von Bayern-Landshut aus dem Hause der Wittelsbacher gegenüber, die beide bestrebt sind, ihre Fürstentümer zu expandieren.

#### Rosenkriege in England
- 23. September: In der Schlacht von Blore Heath im Rahmen der Rosenkriege siegt das Haus York über das Haus Lancaster und marschiert danach auf Worcester, wo es sich allerdings einer dreifachen Übermacht ausgesetzt sieht. Am 12. Oktober unterliegen sie nach der Flucht ihres Heerführers Richard Plantagenet, 3. Duke of York, seiner beiden Söhne, sowie Richard Neville, 5. Earl of Salisbury und Richard Neville, 16. Earl of Warwick in der Schlacht von Ludlow gegen die Armee Heinrichs VI. Richard Neville von Salisbury, und Edward, Richard Plantagenets ältester Sohn, ziehen sich nach Calais zurück, er selbst flieht nach Dublin in Irland, wohin ihm sein zweiter Sohn, der erst 16-jährige Edmund, schwer verletzt folgt.

#### Osteuropa

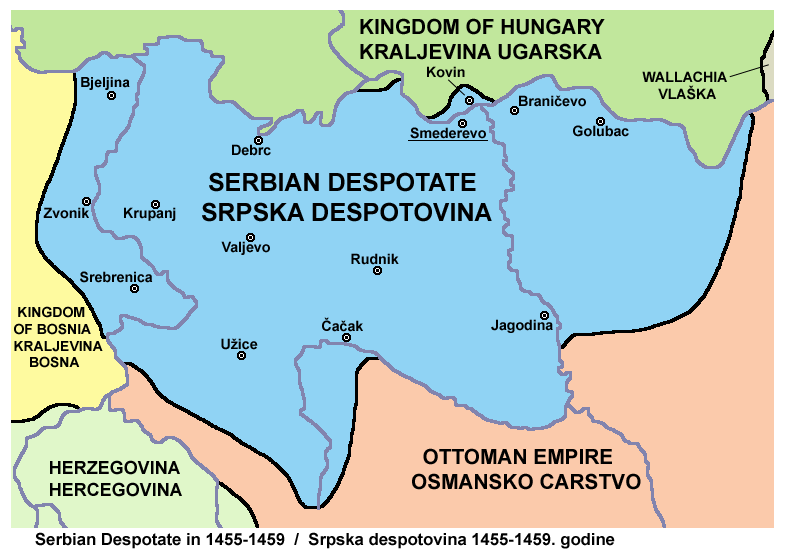
Das serbische Despotat vor seiner Eroberung durch die Osmanen

- 1. April: Stjepan Tomašević, Sohn des bosnischen Königs Stjepan Tomaš, heiratet Helena Branković, die Tochter des im Vorjahr verstorbenen serbischen Despoten Lazar Branković. Danach setzt er Lazars Bruder Stefan Branković ab und besteigt selbst den serbischen Thron. Seine Regierung in dem von den Osmanen bedrohten Staat ist jedoch nur kurz.
- 20. Juni: Mit der Übergabe der Hauptstadt Smederevo durch den letzten regierenden Despoten Stjepan Tomašević wird Serbien nach jahrzehntelangem Abwehrkampf Teil des osmanischen Reiches. Die Eroberer unter Sultan Mehmed II. lösen das eigenständige Despotat Serbien auf und gründen den Sandschak Smederevo. Tomašević und seine Frau fliehen an den bosnischen Hof.
- 20. September: In einer von dem Woiwoden und Feldherren Vlad III. Drăculea ausgestellten Urkunde wird Bukarest, nur wenige Jahre später zum Fürstensitz der Walachei erhoben, zum ersten Mal urkundlich erwähnt.

#### Kleinasien
- 22. April: David Komnenos folgt seinem verstorbenen Bruder Johannes IV. als letzter Herrscher im Kaiserreich Trapezunt.

#### Südostasien
Lê Nhân Tông, dritter Herrscher der Späteren Lê-Dynastie von Vietnam, wird durch ein Komplott seines Halbbruders Lê Nghi Dân unter Beteiligung der Palastwache gestürzt und ermordet. Lê Nghi Dân besteigt den vietnamesischen Thron am 7. Oktober. Der junge König ist sehr ehrgeizig und versucht, die Regierung und die Verwaltung zu reformieren. Allerdings wird er von vielen königlichen Hofbeamten wegen der Ermordung seines Bruders nicht unterstützt, und es gibt zahlreiche Putschversuche während seiner Herrschaft. 

### Wirtschaft
- Die Bauhütten schließen sich auf der Grundlage der Straßburger Ordnung zusammen.
- Die Brauerei Göss im Stift Göß bei Leoben wird erstmals urkundlich erwähnt.

### Wissenschaft und Technik

Fra Mauros Weltkarte

- Der venezianische Mönch Fra Mauro entwirft eine Weltkarte.

### Kultur
Der im Vorjahr zum Papst gewählte Pius II. benennt seine Geburtsstadt Corsignano in Pienza um und beauftragt den Florentiner Architekten Bernardo Rossellino mit dem Ausbau des Ortes zu einer idealen Stadt.
- Beim Druck der Rationale divinorum officiorum verwendet Peter Schöffer erstmals die von ihm entwickelte Gotico-Antiqua-Schrift.

### Religion
- Juni: Das von Papst Pius II. einberufene Konzil von Mantua wird eröffnet. Sein Ziel ist, einen Kreuzzug gegen das Osmanische Reich vorzubereiten.

### Gesellschaft
- Der portugiesische König Afonso V. gründet den Turm- und Schwertorden.

## Geboren

### Geburtsdatum gesichert
- 25. Januar: Paul Hofhaimer, österreichischer Komponist († 1537)
- 01. Februar: Conrad Celtis, deutscher Dichter und Humanist († 1508)
- 02. März: Adriaan Floriszoon, als Hadrian VI. Papst († 1523)
- 06. März: Jakob Fugger „der Reiche“, deutscher Kaufmann, Montanunternehmer und Bankier († 1525)
- 08. März: Bernardino Corio, Mailänder Historiker und Humanist († zwischen 1504 und 1505)
- 08. März: Elisabeth Muntprat, Küsterin und Schaffnerin im Dominikanerinnenkloster St. Katharina in St. Gallen († 1531)
- 22. März: Maximilian I. von Habsburg, Herzog von Burgund und Kaiser des Heiligen Römischen Reiches († 1519)
- 15. Mai: Johann I., Pfalzgraf und Herzog von Simmern († 1509)
- 27. Mai: Bernhard Adelmann von Adelmannsfelden, deutscher Humanist († 1523)
- 18. Juli: Wok II. von Rosenberg, böhmischer Adeliger aus dem Geschlecht der Rosenberger († 1505)
- 06. Oktober: Martin Behaim, deutscher Kosmograph († 1507)
- 07. Dezember: Diego Ramírez de Villaescusa, Bischof von Málaga und Cuenca, Beichtvater der Johanna von Kastilien († 1537)
- 23. Dezember: Cem Sultan, osmanischer Prinz und Dichter († 1495)
- 27. Dezember: Johann I. Albrecht, König von Polen († 1501)

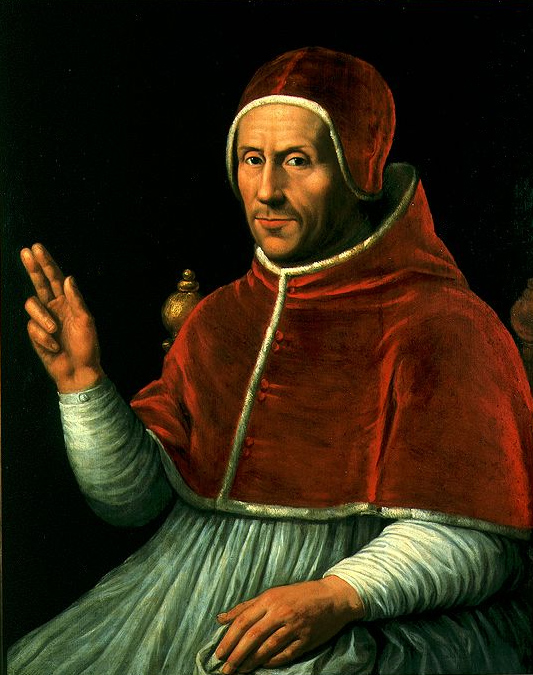
Hadrian VI.
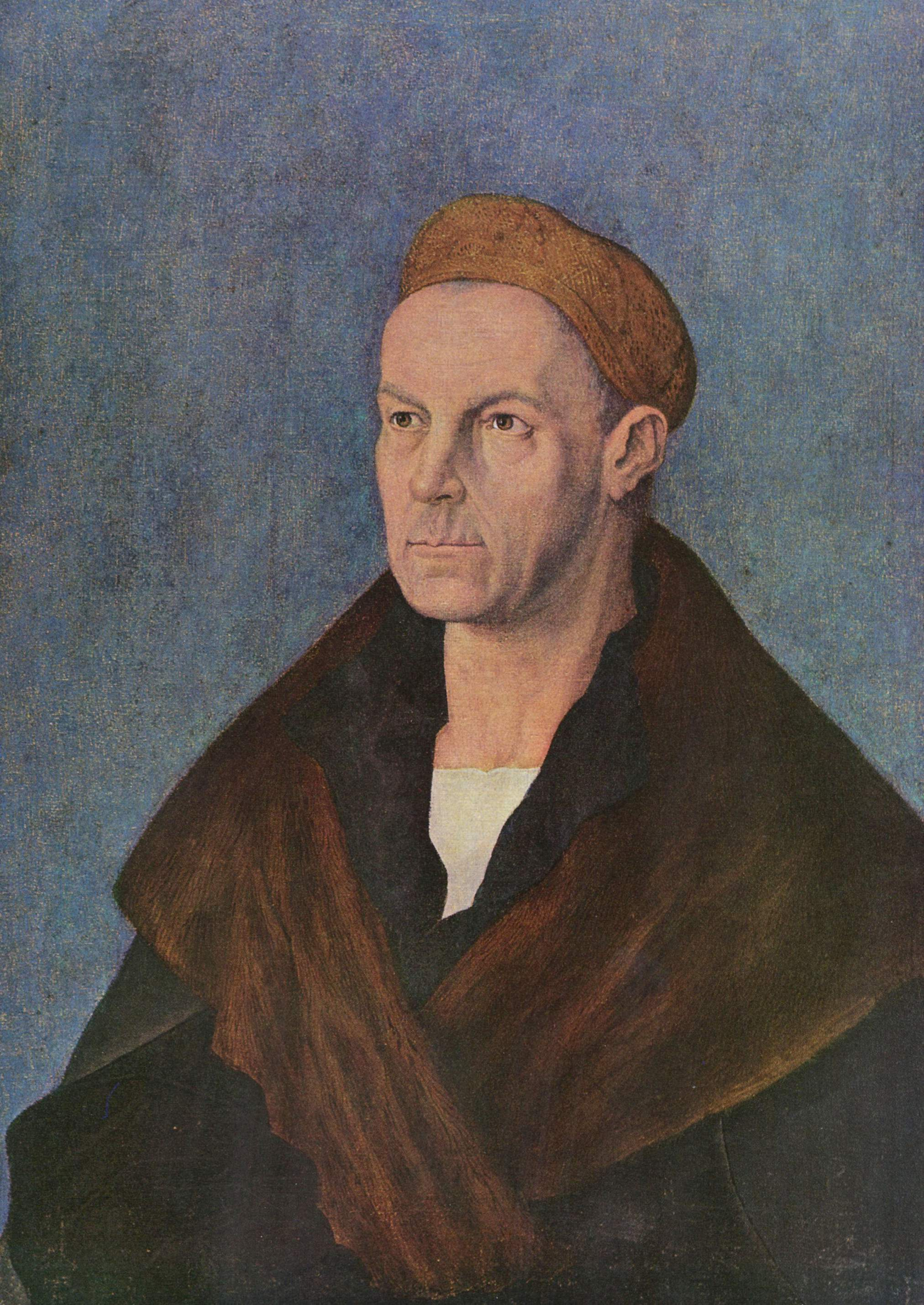
Jakob Fugger
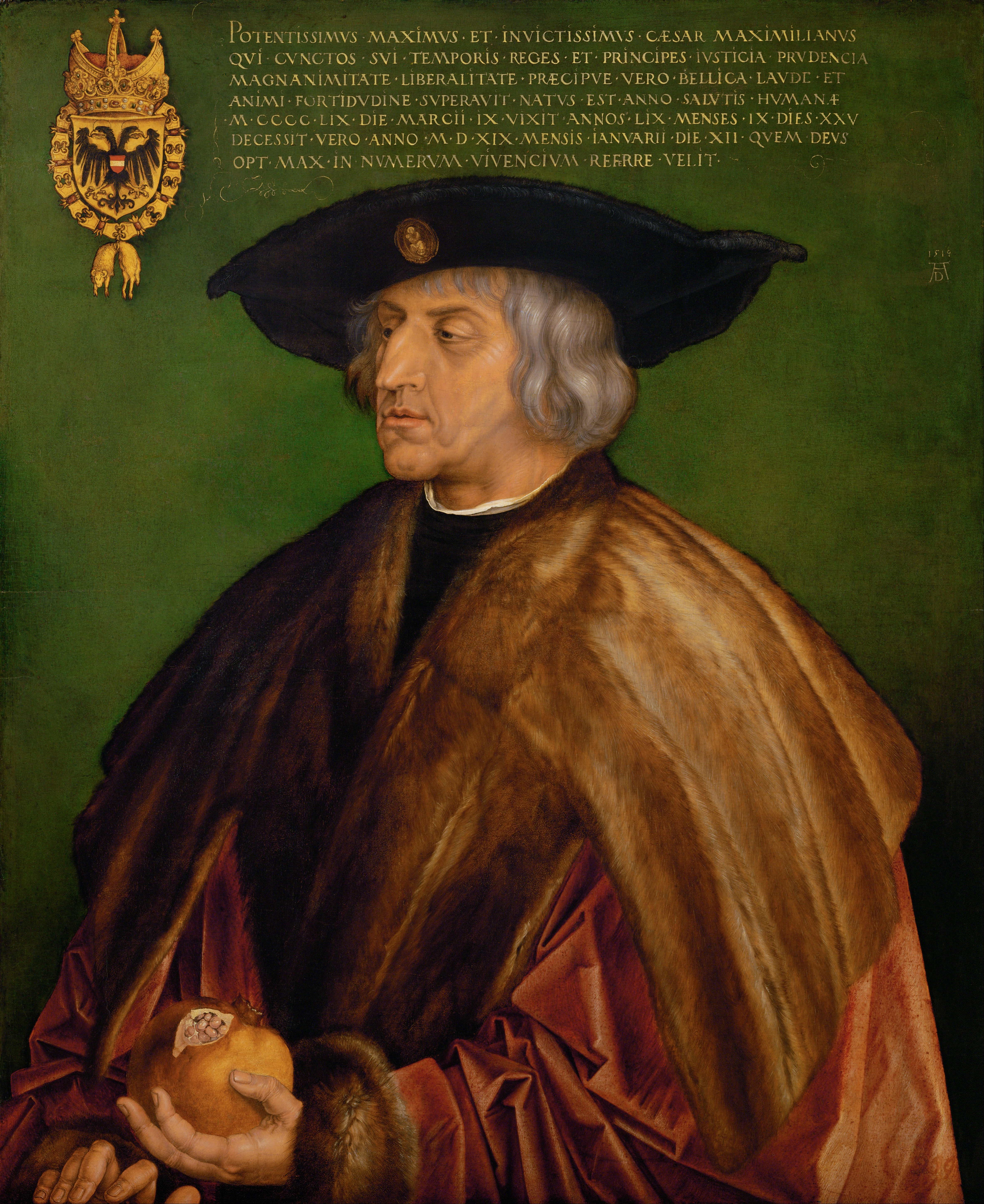
Maximilian I.
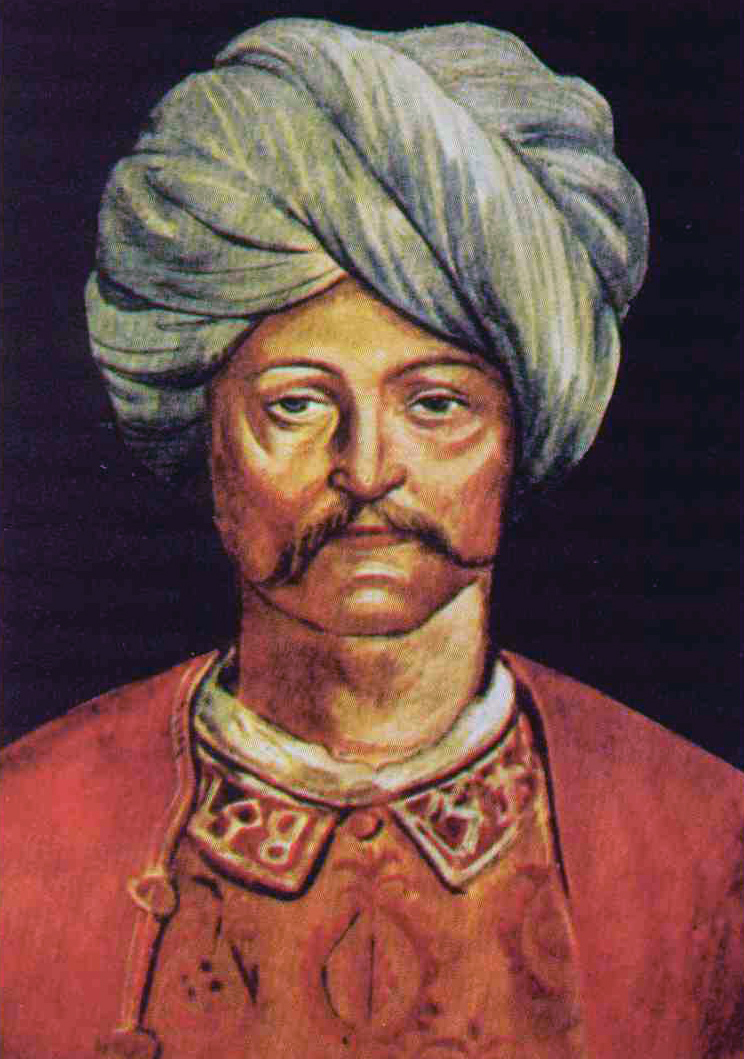
Cem Sultan
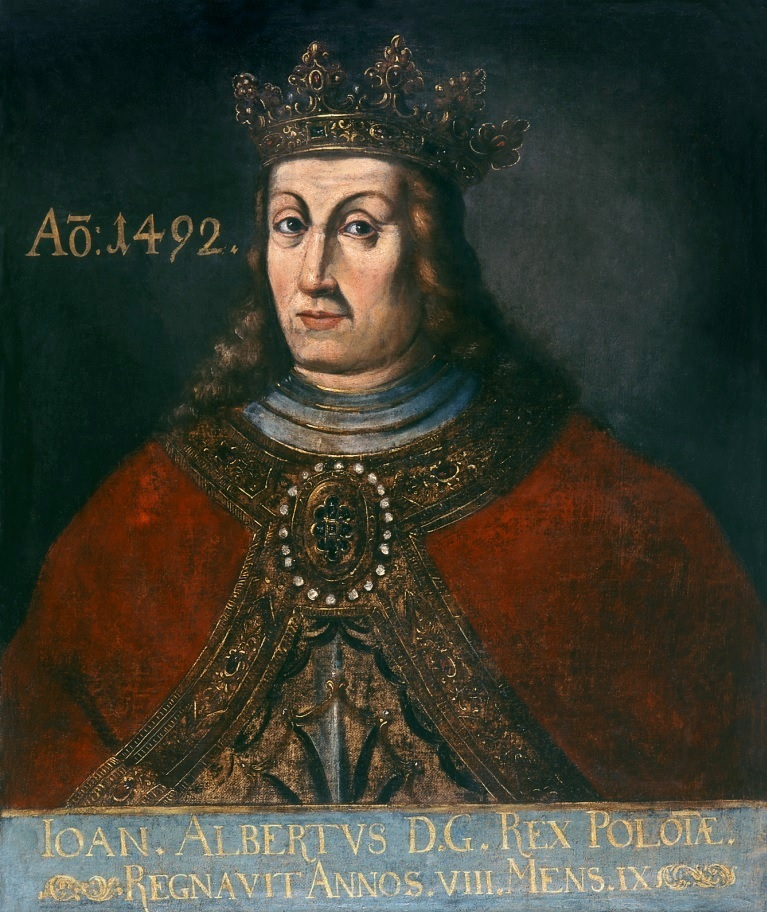
Johann I. von Polen

### Genaues Geburtsdatum unbekannt
- Jacopo IV. Appiano, italienischer Adeliger, Söldner, Pfalzgraf und Reichsfürst († 1510)
- Lorenz von Bibra, Fürstbischof von Würzburg († 1519)
- Andrés Gutiérrez de Cerezo, spanischer Humanist und Hochschullehrer († 1503)
- Antonio Giordano, italienischer Jurist († 1530)
- Niklas Graf Salm der Ältere, deutscher Feldherr († 1530)
- Hadım Sinan Pascha, Großwesir des Osmanischen Reiches (gest. 1517)
- Sixtus Tucher, Nürnberger Patrizier († 1507)
- Charles de Valois, Graf von Angoulême († 1496)
- Camillo Vitelli, italienischer Condottiere und Ritter († 1496)
- Juan de Zúñiga y Pimentel, spanischer Adeliger, letzter Großmeister des Alcántara-Ritterordens († 1504)

### Geboren um 1459
- 1458/59: Giovanni Spataro, italienischer Komponist, Musiktheoretiker und Sänger († 1541)
- Lorenzo di Credi, Florentiner Maler, Goldschmied und Bildhauer († 1537)

## Gestorben

### Todesdatum gesichert
- 06. Januar: Thomas Ferrers, englischer Ritter
- 14. Februar: Stefan, Pfalzgraf und Herzog von Pfalz-Simmern-Zweibrücken (* 1385)
- 15. Februar: Stephan Bodecker, Bischof von Brandenburg (* 1384)
- 28. Februar: Wilhelm I. von Limburg-Styrum, Herr zu Styrum (* um 1420)
- 03. März: Ausiàs March, valencianischer Schriftsteller und Ritter (* um 1397)
- 22. oder 23. April: Walter Devereux, englischer Ritter und Politiker (* 1411)
- 02. Mai: Antoninus von Florenz, italienischer Theologe, Prior und Erzbischof (* 1389)
- 05. Mai: Anton von Rotenhan, Bischof von Bamberg (* um 1390)
- 06. Mai: Dietrich Schenk von Erbach, Erzbischof von Mainz (* 1390)
- 000Mai: Giovanni Aurispa, italienischer Humanist (* 1376)
- 09. Juni: Shōtetsu, japanischer Dichter (* 1381)
- 27. August: Jaime de Portugal, portugiesischer Kardinal und Erzbischof von Lissabon (* 1433)
- 06. September: Katharina von Nassau-Beilstein, Gräfin von Hanau
- 18. oder 19. Oktober: Johann VIII. von Heinsberg, Bischof von Lüttich (* um 1396)
- 27. Oktober: Giannozzo Manetti, Humanist der italienischen Renaissance (* 1396)
- 30. Oktober: Poggio Bracciolini, Humanist der italienischen Renaissance (* 1380)
- 05. November: John Fastolf, englischer Ritter und Heerführer (* 1380)
- 04. Dezember: Adolf VIII., Graf von Holstein und Herzog von Schleswig, ohne Erben (* 1401)
- 20. Dezember: Petrus II. Vältl, bayerischer Benediktiner

### Genaues Todesdatum unbekannt
- Akşemseddin, islamischer Gelehrter, Sufi, Dichter und Arzt (* um 1389/1390)

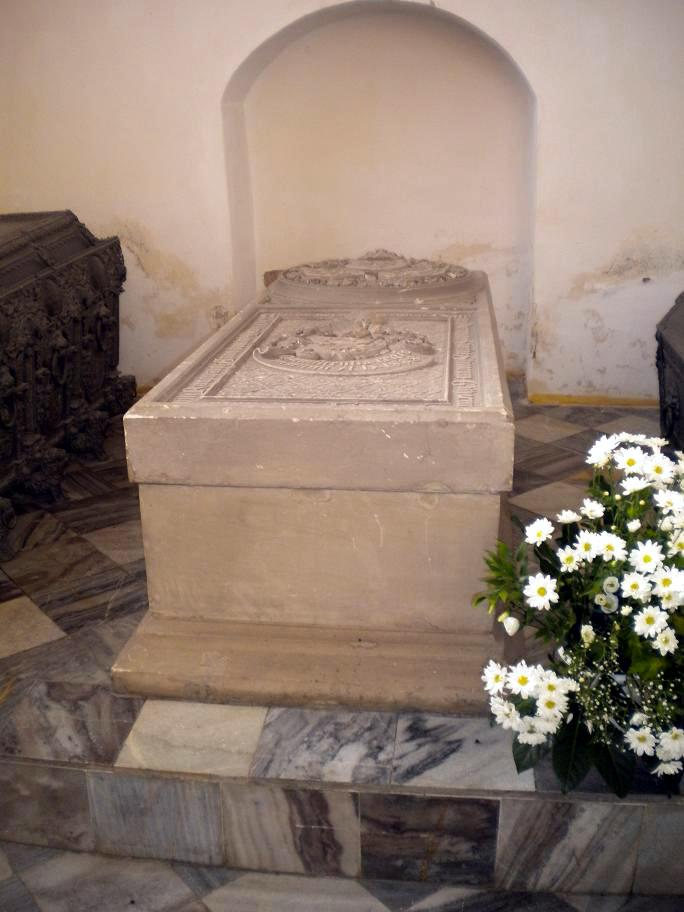
Sarkophag Herzog Erichs I.

- Erik VII., König von Dänemark, Norwegen und Schweden; nach seiner Absetzung als Erich I. Herzog von Pommern-Stolp (* um 1382)
- Gregor III. Mammas, Patriarch von Konstantinopel
- Fra Mauro, venezianischer Mönch und Kartograf (* um 1385)
- Johannes IV. Komnenos, Kaiser von Trapezunt (* 1403)